# Sound! Euphonium
Sound! Euphonium (響け！ユーフォニアム?, Hibike! Yūfoniamu, lett. "Risuona! Eufonio") è una serie di romanzi giapponesi di Ayano Takeda, pubblicata da Takarajimasha dal 5 dicembre 2013. La storia narra le vicende del club di musica del liceo Kitauji, il quale migliora costantemente grazie all'istruzione rigorosa del suo nuovo consulente. Un adattamento manga di Hami è stato serializzato sul sito web Kono manga ga sugoi! Web dal 28 novembre 2014 al 30 ottobre 2015. Un adattamento anime per la televisione, prodotto da Kyoto Animation, è stato trasmesso in Giappone diviso in due stagioni tra il 7 aprile 2015 e il 28 dicembre 2016. Un film d'animazione riassuntivo ha debuttato nei cinema giapponesi il 23 aprile 2016. Il 21 aprile 2018 è stato invece distribuito Liz to aoi tori, ulteriore film basato sull'opera.

## Trama
Un tempo il club dell'orchestra del liceo Kitauji gareggiava ai tornei nazionali ed era uno dei favoriti per la vittoria. Tuttavia, dal cambiamento del suo consulente in poi, non è più neanche in grado di partecipare al torneo di qualificazione. Con l'arrivo di Taki, il severo sostituto della signora Rikako, le cose iniziano nuovamente ad andare bene e, dopo litigi su chi deve interpretare gli assoli, membri che danno la priorità allo studio e altri che saltano le attività del club, arriva il tanto atteso giorno del concorso.

## Personaggi

Kumiko mentre suona l'eufonio

Kumiko Ōmae (黄前 久美子?, Ōmae Kumiko)
Doppiata da: Tomoyo Kurosawa
La protagonista della serie, ossia una ragazza al primo anno di liceo che, cosa ben rara nella regione del Kansai, parla la lingua giapponese standard. Si fa facilmente influenzare dall'opinione degli altri ed è una persona talmente insicura di sé, da odiare il fatto di non riuscire a confessare i propri desideri agli altri. Abita vicino al tempio Byōdō-in ed è una conoscente della famiglia di Shūichi. La sua borsa per la scuola è piuttosto semplice e, in generale, il suo stile non sembra avvicinarsi a cose appariscenti o elaborate. Va molto d'accordo col suo amico d'infanzia Shūichi, tanto che quando stanno da soli, di solito finiscono per non usare la forma di espressione giapponese gentile. Le piacciono i romanzi, soprattutto quelli che trattano materia estrema in contrasto col suo personaggio pacato. È anche un po' pantofolaia e non riesce a stare a suo agio con le persone atletiche ad eccezione di Hazuki. Il suo strumento musicale è l'eufonio.
Hazuki Katō (加藤 葉月?, Katō Hazuki)
Doppiata da: Ayaka Asai
Una compagna di classe di Kumiko piuttosto amichevole che parla sempre in maniera innocente. È un po' abbronzata, in quanto alle medie faceva parte del club di tennis. È ancora una principiante per quanto riguarda la musica e, pur essendosi unita al club dell'orchestra di strumenti per suonare la tromba, alla fine le viene assegnata la tuba. Brillante e dotata di una vivacità coinvolgente, Hazuki è il classico tipo di persona che preferisce mettersi in mostra solo quando deve dare una mano a qualcuno.
Sapphire Kawashima (川島 緑輝?, Kawashima Safaia)
Doppiata da: Moe Toyota
Una ragazza dai capelli morbidi e dalla costituzione delicata che si comporta spesso in maniera timida a causa della sua mancanza di autostima. Siccome si vergogna del suo nome "Sapphire" (緑輝?, Safaia, lett. "verde brillante"), si fa chiamare dagli altri "Midori" (緑? lett. "verde"). Proviene da una scuola media chiamata Seijo (聖女?), dove c'è un club dell'orchestra di strumenti ottoni competitivo. Il suo strumento musicale è il contrabbasso, da lei soprannominato affettuosamente "George".
Reina Kōsaka (高坂 麗奈?, Kōsaka Reina)
Doppiata da: Chika Anzai
Una ragazza dai lunghi capelli neri che era un membro del club dell'orchestra di strumenti nella stessa classe delle medie di Kumiko. Viene considerata da tutti come una buona studentessa. È una trombettista appassionata che va nell'aula di musica anche al di fuori delle attività del club e inoltre è anche la ragazza per cui la protagonista prova dei sentimenti. Sebbene abbia dei modi di fare molto educati, di solito non è vista di buon occhio dagli altri a causa della sua espressione spesso scontrosa. Ha molta cura della sua tromba, che le è stata regalata dai suoi genitori ai tempi delle medie.
Asuka Tanaka (田中 あすか?, Tanaka Asuka)
Doppiata da: Minako Kotobuki
Una studentessa liceale del terzo anno che è la vicepresidentessa del club dell'orchestra di strumenti, nonché la direttrice della sezione dei bassi. Come Kumiko, il suo strumento musicale è l'eufonio.
Haruka Ogasawara (小笠原 晴香?, Ogasawara Haruka)
Doppiata da: Saori Hayami
Una studentessa liceale del terzo anno che è la presidentessa del club dell'orchestra di strumenti, nonché la direttrice della sezione dei sassofoni. Pur essendo dotata di poca autostima, dimostra più volte di avere una mentalità forte. Il suo strumento musicale è il sassofono baritono.
Kaori Nakaseko (中世古 香織?, Nakaseko Kaori)
Doppiata da: Minori Chihara
Una studentessa liceale dai capelli neri del terzo anno che è molto popolare tra le sue compagne di club dell'orchestra di strumenti. Il suo strumento musicale è la tromba.
Shūichi Tsukamoto (塚本 秀一?, Tsukamoto Shūichi)
Doppiato da: Haruki Ishiya
Un amico d'infanzia di Kumiko, anche lui al primo anno di liceo. Va alla stessa scuola di Kumiko, ma non è un suo compagno di classe poiché ha scelto un corso di studi differente. Una volta ha litigato con lei per aver fatto un commento negativo nei suoi confronti al terzo anno delle medie. In passato il suo strumento musicale era il corno, ma poi vincendo a carta-forbice-sasso al liceo è riuscito ad aggiudicarsi il trombone.
Takuya Gotō (後藤 卓也?, Gotō Takuya)
Doppiato da: Kenjirō Tsuda
Uno studente liceale del secondo anno, alto e silenzioso, che suona la tuba.
Riko Nagase (長瀬 梨子?, Nagase Riko)
Doppiata da: Miyuki Kobori
Una studentessa liceale del secondo anno che è la fidanzata di Takuya. I suoi strumenti musicali sono il sousafono e la tuba.
Natsuki Nakagawa (中川 夏紀?, Nakagawa Natsuki)
Doppiata da: Konomi Fujimura
Una studentessa liceale del secondo anno che raramente si impegna nelle attività di club. Il suo strumento musicale è l'eufonio.
Yūko Yoshikawa (吉川 優子?, Yoshikawa Yūko)
Doppiata da: Yuri Yamaoka
Una studentessa liceale del secondo anno che adora Kaori e che, proprio come lei, suona la tromba.
Aoi Saitō (斎藤 葵?, Saitō Aoi)
Doppiata da: Yōko Hikasa
Un'amica d'infanzia di Kumiko due anni più grande di lei. Da bambina giocava spesso con Kumiko ed abitava nel suo stesso quartiere, ma dopo il passaggio alle scuole medie, perse i contatti con lei, per poi ritrovarla al liceo nel club dell'orchestra di strumenti. Il suo strumento musicale è il sassofono tenore.
Noboru Taki (滝 昇?, Taki Noboru)
Doppiato da: Takahiro Sakurai
Un trentaquattrenne di bell'aspetto e dal corpo asciutto, che è molto popolare tra le ragazze della scuola. Molto cordiale e dalla personalità piuttosto metodica, è un nuovo insegnante di musica del liceo Kitauji che diventa il consulente del club dell'orchestra di strumenti della scuola. Siccome è a favore dell'indipendenza dei suoi studenti, fa di tutto per supportare il loro sogno, ovvero di andare alle nazionali.
Michie Matsumoto (松本 美知恵?, Matsumoto Michie)
Doppiata da: Aya Hisakawa
La coordinatrice di classe di Kumiko, nonché la vice consulente del club dell'orchestra di strumenti della scuola. Ha la fama di essere un'insegnante spaventosa.
Mamiko Ōmae (黄前 麻美子?, Ōmae Mamiko)
Doppiata da: Manami Numakura
La sorella maggiore di Kumiko che sta al terzo anno di università. È un'esperta suonatrice di trombone.
Akiko Ōmae (黄前 明子?, Ōmae Akiko)
Doppiata da: Haruhi Nanao
La madre di Kumiko e Mamiko, il cui nome non viene mai rivelato nell'opera originale.
Azusa Sasaki (佐々木 梓?, Sasaki Azusa)
Doppiata da: Azusa Tadokoro
Un'amica di Kumiko dei tempi delle scuole medie che si è iscritta al liceo Rikka (立華高校?, Rikka kōkō) per via della sua marching band. Il suo strumento musicale è il trombone.
Kohaku Kawashima (川島 琥珀?, Kawashima Kohaku)
Doppiata da: Haruka Chisuga
La sorella minore di Sapphire, ossia un personaggio aggiuntivo dell'anime, il cui nome in giapponese significa ambra.

## Media

### Romanzi
Il primo romanzo, scritto da Ayano Takeda con la copertina disegnata da Nikki Asada e intitolato Hibike! Euphonum Kitauji kōkō suisōgaku-bu e yōkoso (響け！ユーフォニアム 北宇治高校吹奏楽部へようこそ? lett. "Risuona! Eufonio: benvenuti al club di strumenti musicali del liceo Kitauji"), è stato pubblicato da Takarajimasha il 5 dicembre 2013. Due seguiti, intitolati Hibike! Euphonium 2 Kitauji kōkō suisōgaku-bu no ichiban atsui natsu (響け！ユーフォニアム2 北宇治高校吹奏楽部のいちばん熱い夏? lett. "Risuona! Eufonio 2: l'estate più calda del club di strumenti musicali del liceo Kitauji") e Hibike! Euphonium 3 Kitauji kōkō suisōgaku-bu, saidai no kiki (響け！ユーフォニアム3 北宇治高校吹奏楽部、最大の危機? lett. "Risuona! Eufonio 3: la più grande crisi del club di strumenti musicali del liceo Kitauji"), sono stati poi messi in vendita rispettivamente il 5 marzo e il 4 aprile 2015. Una raccolta di storie brevi, intitolata Hibike! Euphonium Kitauji kōkō suisōgaku-bu no himitsu no hanashi' (響け！ユーフォニアム 北宇治高校吹奏楽部のヒミツの話? lett. "Risuona! Eufonio: la storia segreta del club di strumenti musicali del liceo Kitauji"), è stata pubblicata il 25 maggio 2015.

### Manga
Un adattamento manga, disegnato da Hami, è stato serializzato sul sito Kono manga ga sugoi! Web di Takarajimasha dal 28 novembre 2014 al 30 ottobre 2015. Tre volumi tankōbon sono stati pubblicati tra il 3 aprile e il 12 novembre 2015.

#### Volumi
| Nº | Data di prima pubblicazione | Data di prima pubblicazione | Data di prima pubblicazione |
| Nº | Giapponese                  | Giapponese                  |                             |
| -- | --------------------------- | --------------------------- | --------------------------- |
| 1  | 3 aprile 2015               | ISBN 978-4-8002-3968-6      |                             |
| 2  | 3 giugno 2015               | ISBN 978-4-8002-4183-2      |                             |
| 3  | 12 novembre 2015            | ISBN 978-4-8002-4891-6      |                             |

### Anime
Un adattamento anime, prodotto da Kyoto Animation e diretto da Tatsuya Ishihara, è andato in onda dal 7 aprile al 30 giugno 2015. Le sigle di apertura e chiusura sono rispettivamente Dream Solister di True e Tutti! (トゥッティ！?) di Tomoyo Kurosawa, Ayaka Asai, Chika Anzai e Moe Toyota. In tutto il mondo, ad eccezione dell'Asia, gli episodi sono stati trasmessi in streaming in simulcast, anche coi sottotitoli in lingua italiana, da Crunchyroll. Una serie di sette corti OAV, sottotitolata Suisōgaku-bu no nichijō (吹奏楽部の日常? lett. "Vita quotidiana del club di strumenti musicali"), è stata pubblicata insieme ai volumi BD/DVD dell'edizione home video tra il 17 giugno e il 16 dicembre 2015; nell'ultimo volume è stato incluso anche un altro episodio OAV da ventiquattro minuti. Un film anime riassuntivo, intitolato Gekijō-ban Hibike! Euphonium: Kitauji kōkō suisōgaku-bu e yōkoso, ha debuttato nei cinema giapponesi il 23 aprile 2016.
Una seconda stagione anime, sempre a cura della Kyoto Animation, è stata trasmessa tra il 5 ottobre e il 28 dicembre 2016. Le sigle di apertura e chiusura sono rispettivamente Soundscape (サウンドスケープ?, Saundosukēpu) di True e Vivace! del Kitauji Quartet. I diritti mondiali della serie all'infuori dell'Asia sono stati riconfermati da Crunchyroll. Un episodio OAV è stato pubblicato insieme al primo volume BD/DVD della serie il 21 dicembre 2016.

#### Episodi
| Nº  | Titolo italiano Giapponese 「Kanji」 - Rōmaji                                  | In onda          | In onda |
| Nº  | Titolo italiano Giapponese 「Kanji」 - Rōmaji                                  | Giapponese       |         |
| 1   | Benvenuti alle superiori! 「ようこそハイスクール」 - Yōkoso hai sukūru         | 7 aprile 2015    |         |
| 2   | Felice di conoscerti, eufonio 「よろしくユーフォニアム」 - Yoroshiku yūfoniamu | 14 aprile 2015   |         |
| 3   | Il primo ensemble 「はじめてアンサンブル」 - Hajimete ansanburu                | 21 aprile 2015   |         |
| 4   | Solfeggio cantato 「うたうよソルフェージュ」 - Utau yo sorufēju                | 28 aprile 2015   |         |
| 5   | Siamo tornati, festival 「ただいまフェスティバル」 - Tadaima fesutibaru        | 5 maggio 2015    |         |
| 6   | Brilla, brilla, piccola tuba 「きらきらチューバ」 - Kirakira chūba             | 12 maggio 2015   |         |
| 7   | Sassofono capriccioso 「なきむしサクソフォン」 - Naki mushi sakusofon          | 19 maggio 2015   |         |
| 8   | Triangolo festivo 「おまつりトライアングル」 - Omatsuri toraianguru            | 26 maggio 2015   |         |
| 9   | Ti prego, audizione 「おねがいオーディション」 - Onegai ōdishon                | 2 giugno 2015    |         |
| 10  | Tromba sincera 「まっすぐトランペット」 - Massugu toranpetto                   | 9 giugno 2015    |         |
| 11  | Bentornata, audizione 「おかえりオーディション」 - Okaeri ōdishon              | 16 giugno 2015   |         |
| 12  | Il mio eufonio 「わたしのユーフォニアム」 - Watashi no yūfoniamu               | 23 giugno 2015   |         |
| 13  | Arrivederci concorso 「さよならコンクール」 - Sayonara konkūru                 | 30 giugno 2015   |         |
| OAV | Corri, Monaka 「かけだすモナカ」 - Kakedasu Monaka                             | 16 dicembre 2015 |         |

Seconda stagione
| Nº | Titolo italiano Giapponese 「Kanji」 - Rōmaji                            | In onda          | In onda |
| Nº | Titolo italiano Giapponese 「Kanji」 - Rōmaji                            | Giapponese       |         |
| 1  | Fanfara di mezza estate 「まなつのファンファーレ」 - Manatsu no fanfāre  | 5 ottobre 2016   |         |
| 2  | Flauto esitante 「とまどいフルート」 - Tomadoi furūto                    | 12 ottobre 2016  |         |
| 3  | Notturni problematici 「なやめるノクターン」 - Nayameru nokutān          | 19 ottobre 2016  |         |
| 4  | Oboe risvegliato 「めざめるオーボエ」 - Mezameru ōboe                    | 26 ottobre 2016  |         |
| 5  | Armonia miracolosa 「きせきのハーモニー」 - Kiseki no hāmonī             | 2 novembre 2016  |         |
| 6  | Direttore sotto la pioggia 「あめふりコンダクター」 - Ame furi kondakutā | 9 novembre 2016  |         |
| 7  | Concerto alla stazione 「えきびるコンサート」 - Eki biru konsāto         | 16 novembre 2016 |         |
| 8  | Rapsodia in etciù 「かぜひきラプソディー」 - Kaze hiki rapusodī          | 23 novembre 2016 |         |
| 9  | Risuona! Eufonio 「ひびけ！ユーフォニアム」 - Hibike! Yūfoniamu          | 30 novembre 2016 |         |
| 10 | Obbligato dopo le lezioni 「ほうかごオブリガート」 - Hōkago oburigāto    | 7 dicembre 2016  |         |
| 11 | Tromba innamorata 「はつこいトランペット」 - Hatsukoi toranpetto         | 14 dicembre 2016 |         |
| 12 | L'ultimo concorso 「さいごのコンクール」 - Saigo no konkūru              | 21 dicembre 2016 |         |
| 13 | Epilogo di inizio primavera 「はるさきエピローグ」 - Harusaki epirōgu    | 28 dicembre 2016 |         |